# Bythoceratina paiki
Bythoceratina paiki is een mosselkreeftjessoort uit de familie van de Bythocytheridae. De wetenschappelijke naam van de soort is voor het eerst geldig gepubliceerd in 1987 door Whatley & Zhao.